# Bahnhof Tamanoi
Der Bahnhof Tamanoi (jap. 玉ノ井駅, Tamanoi-eki) ist ein Bahnhof auf der japanischen Insel Honshū. Er wird von der Bahngesellschaft Meitetsu (Nagoya Tetsudō) betrieben und befindet sich in der Präfektur Aichi auf dem Gebiet der Stadt Ichinomiya, nordwestlich von Nagoya.

## Beschreibung
Tamanoi ist die nördliche Endstation der Meitetsu Bisai-Linie, die im zentralen Teil der Nōbi-Ebene die Stadt Ichinomiya mit Tsushima und Yatomi an der Ise-Bucht verbindet. Ganztägig besteht ein fester Halbstundentakt zum Bahnhof Meitetsu Ichinomiya an der Meitetsu Nagoya-Hauptlinie. Dort muss zwingend umgestiegen werden, da keine durchgehenden Verbindungen angeboten werden. An der Straße, die östlich am Bahnhof vorbeiführt, befindet sich eine Bushaltestelle; dort hält eine Linie der Gesellschaft i-Bus.
Der Bahnhof steht im Zentrum des Stadtteils Kisogawachō, etwa 300 Meter vom Ostufer des Flusses Kiso entfernt. In der Nähe befindet sich der Kamo-Schrein, ansonsten ist die Umgebung von Wohngebieten geprägt. Die ebenerdige Anlage ist von Nordosten nach Südwesten ausgerichtet und besteht aus einem stumpf endenden Gleis an einem nicht überdachten Seitenbahnsteig. An dessen nördliches Ende angebaut ist ein schlichtes, nicht mit Personal besetztes Empfangsgebäude. Im Fiskaljahr 2020 nutzten durchschnittlich 1428 Fahrgäste täglich den Bahnhof.

## Bilder

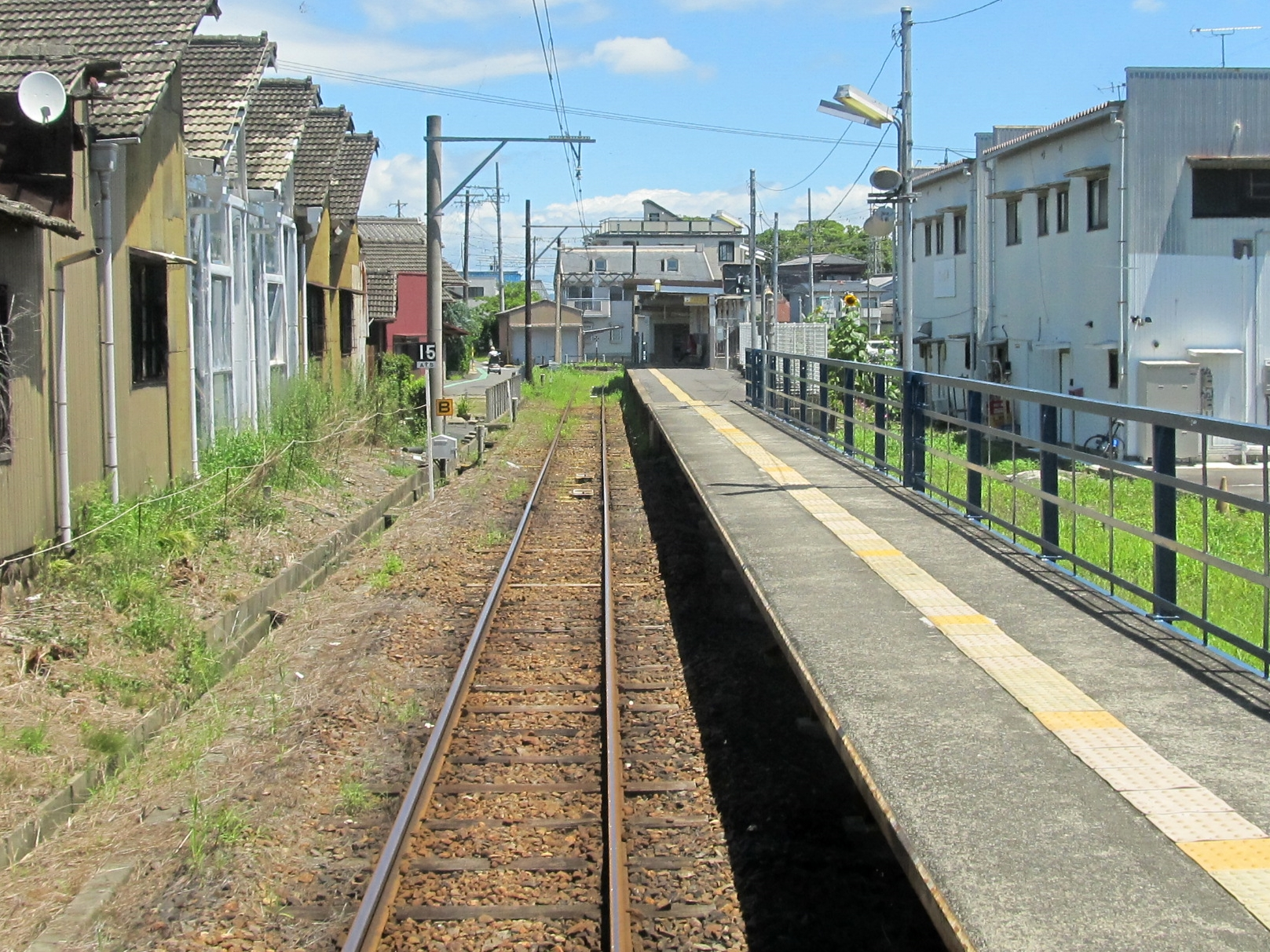
Streckenende mit Bahnsteig
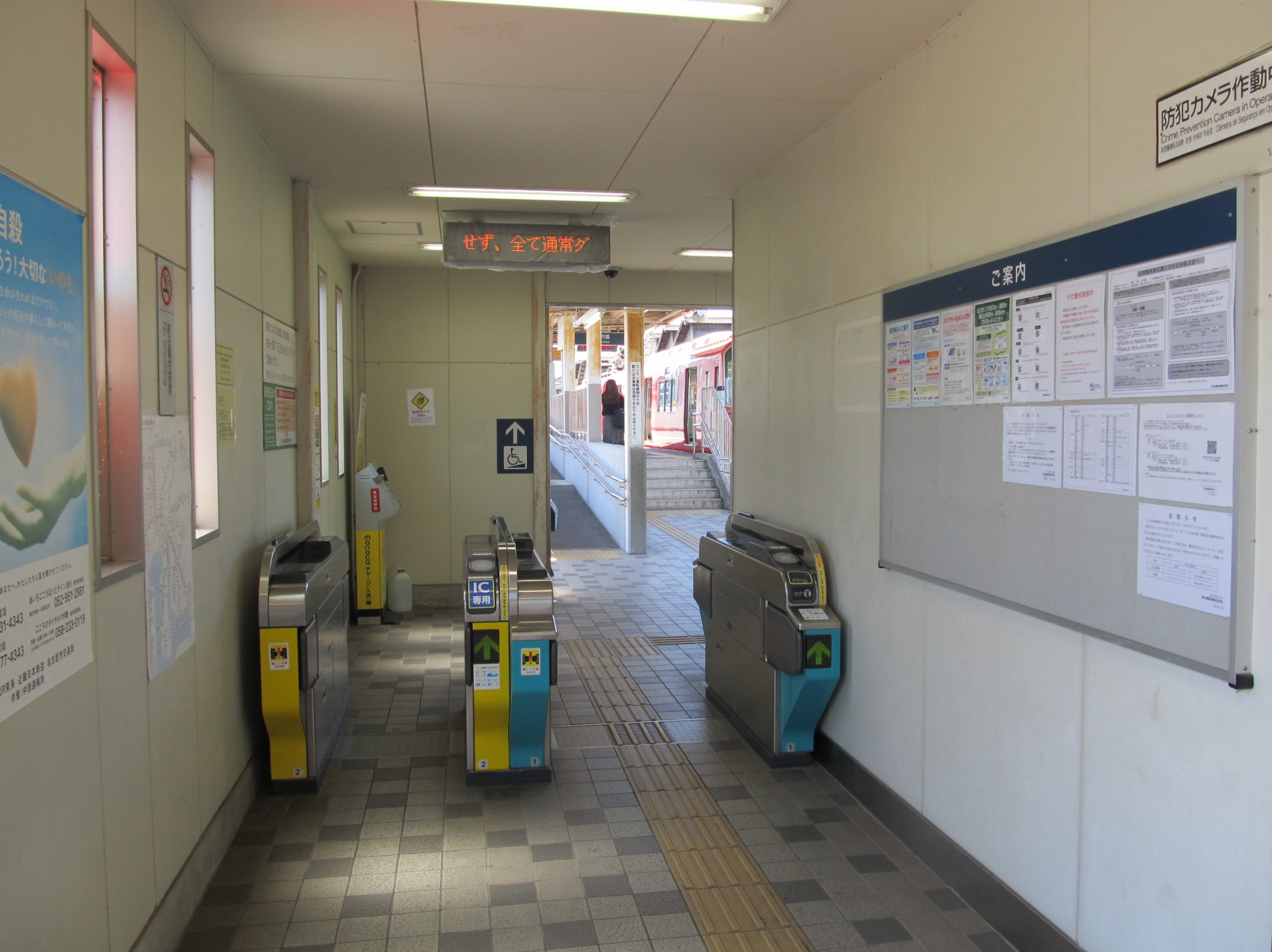
Innenansicht
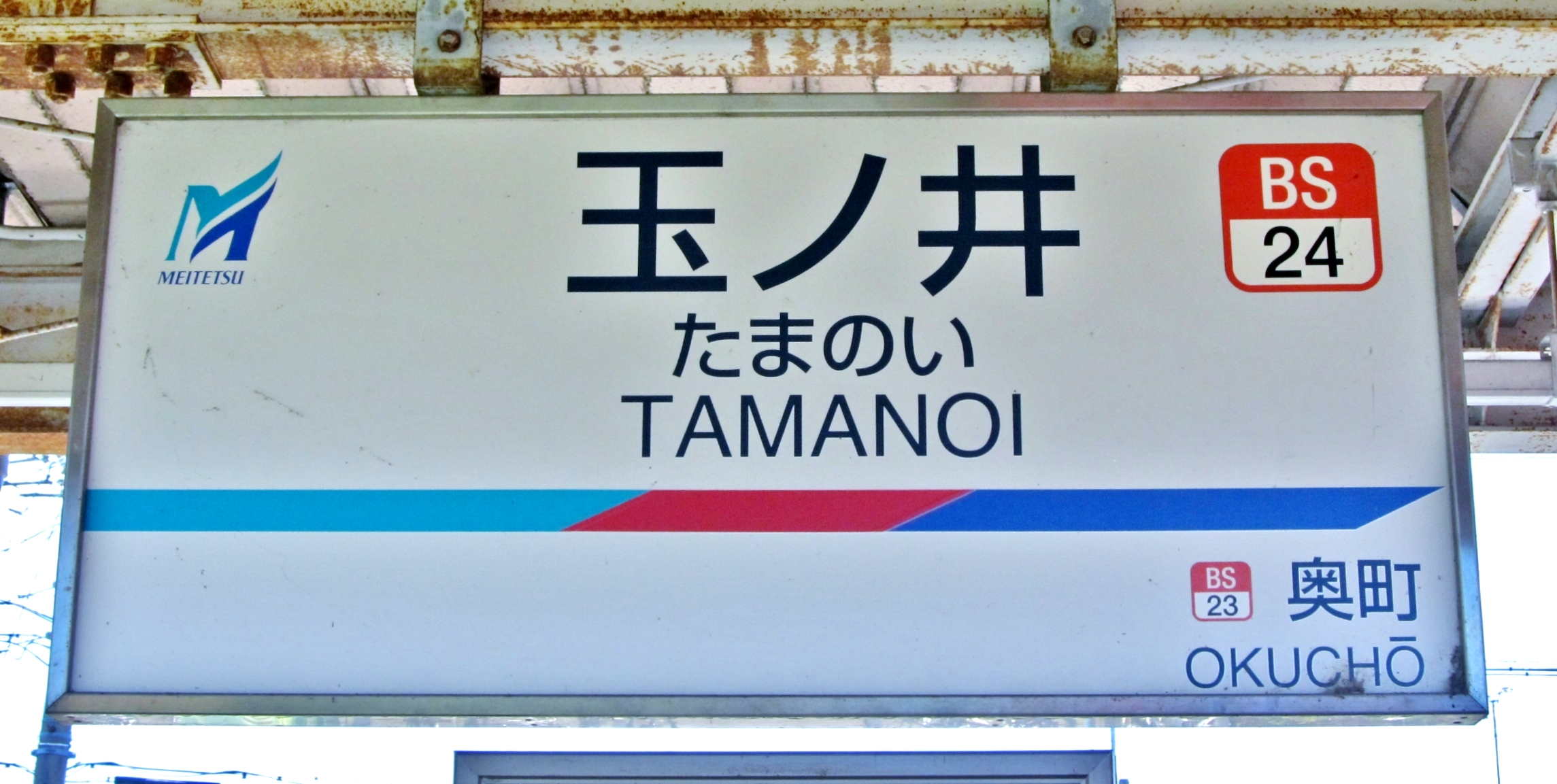
Bahnhofsschild

## Geschichte
Die Bahngesellschaft Bisai Tetsudō eröffnete den Bahnhof am 4. August 1914, zusammen mit dem Streckenabschnitt von Shin-Ichinomiya (heute Meitetsu Ichinomiya) nach Kisogawabashi. 1925 ging die Strecke an die Nagoya Tetsudō über, 1930 an die Meigi Tetsudō und 1935 schließlich an die Meitetsu. Um die Rationierungsmaßnahmen während des Pazifikkriegs zu unterstützen, stufte das Eisenbahnministerium verschiedene Nebenstrecken als „nicht dringlich“ ein und verfügte die Betriebseinstellung. Von dieser Maßnahme betroffen war am 21. März 1944 auch das nördlich von Okuchō gelegene Teilstück der Meitetsu Bisai-Linie. Siebeneinhalb Jahre später machte die Meitetsu dies teilweise wieder rückgängig, als sie am 28. Dezember 1951 den Abschnitt Okuchō–Tamanoi wiedereröffnete. Seither ist Tamanoi die nördliche Endstation. Der Güterumschlag wurde 1962 eingestellt.

## Linien
| Verlauf der Meitetsu Bisai-Linie |
| --- |
| Yatomi • Gonosan • Saya • Hibino • Tsushima • Machikata • Rokuwa • Fuchidaka • Marubuchi • Kami-Marubuchi • Morikami • Yamazaki • Tamano • Hagiwara • Futago • Kariyasuka • Kannonji • Meitetsu Ichinomiya • Nishi-Ichinomiya • Kaimei • Okuchō • Tamanoi |